# Delete Forever
Delete Forever è un singolo della musicista canadese Grimes, pubblicato il 12 febbraio 2020 come quinto estratto dal quinto album in studio Miss Anthropocene.

## Video musicale
Il videoclip della canzone è stato reso disponibile in concomitanza con l'uscita del singolo. Nel video, Grimes è una regina seduta su un trono, e intorno a lei il suo impero sta crollando. Il video è ispirato dal quarto volume del manga Akira, e lo sfondo è stato creato in Blender con l'aiuto del fratello di Grimes, Mac Boucher.

## Significato
In un'intervista con Genius, Grimes ha spiegato come la canzone sia ispirata dalla morte di sei suoi amici per colpa degli oppiacei, e di come il titolo le sia venuto in mente mentre stava facendo pulizia del suo computer:
Credo che stavo cancellando dei file sul mio computer o qualcosa del genere, e c'era scritto ''Cancella per sempre?'' e ho pensato, ''Credo di sì?''. 
La maggior parte del testo fa riferimento alla tossicodipenza, e allo stereotipo dell'artista torturato: 
La vita di un'artista è sempre trovare e quell'emozione intensa, e la gente si aspetta questo da te, e si aspetta che tu viva così. E quindi c'è questa aspettativa da parte tua, e da parte del resto del mondo, che tu debba essere sempre in questo stato di attacco o fuga, costantemente riportando alla luce tutte le cose peggiore che ti sono mai successe.

## Tracce
1. Delete Forever – 3:57